# Chandyga
Chandyga (russisch Ха́ндыга; jakutisch Хаандыга) ist eine Siedlung städtischen Typs in der Republik Sacha (Jakutien) in Russland mit 6638 Einwohnern (Stand 14. Oktober 2010).

## Geographie
Der Ort liegt gut 300 km Luftlinie östlich der Republikhauptstadt Jakutsk. Sie befindet sich am rechten Ufer des größten Lena-Nebenflusses Aldan, gut 10 km unterhalb der Einmündung der Östlichen Chandyga (Wostotschnaja Chandyga) und oberhalb des Zuflusses der Amga.
Chandyga ist Verwaltungszentrum des Rajon Tomponski. Die Siedlung ist Sitz und einzige Ortschaft der Stadtgemeinde (gorodskoje posselenije) Possjolok Chandyga.

## Geschichte
Die Siedlung wurde 1938 bei einer Anlegestelle am Aldan als Ausgangspunkt für die Fernstraße Kolyma in Richtung Magadan gegründet. Bis 1954 war sie Standort verschiedener Arbeitslager im System der Gulag, unter anderem des Janstroi-Lagers.
1954 wurde der Ort Verwaltungssitz des vergrößerten, bereits 1931 gegründeten Tomponski rajon. Seit 1957 besitzt Chandyga den Status einer Siedlung städtischen Typs.

### Bevölkerungsentwicklung
| Jahr | Einwohner |
| ---- | --------- |
| 1959 | 4049      |
| 1970 | 5703      |
| 1979 | 7176      |
| 1989 | 9536      |
| 2002 | 7025      |
| 2010 | 6638      |

Anmerkung: Volkszählungsdaten

## Verkehr
Chandyga liegt an der Fernstraße R504 Kolyma, die Nischni Bestjach bei Jakutsk mit Magadan verbindet (bisher M56, Nummer noch bis 2017 alternativ in Gebrauch). Eine Brücke über den Aldan existiert nicht, stattdessen eine Fährverbindung gut 30 km flussabwärts, im Bereich der Amgamündung. 2009 wurde mit dem Bau einer Straße begonnen, die das rechte Aldanufer aufwärts über Dschebariki-Chaja bis Eldikan führen soll. Gegenwärtig ist der gut 50 km lange Abschnitt bis Dschebariki-Chaja in Bau, in dessen Verlauf im September 2011 eine knapp 400 m lange Brücke über die Östliche Chandyga eröffnet wurde.
Der kleine Flughafen Chandyga (ICAO-Code UEMH) befindet sich etwa 70 km nordöstlich des Ortes bei der Siedlung Tjoply Kljutsch am rechten Ufer der Östlichen Chandyga.